# Odiáxere
Odiáxere ist eine Kleinstadt (portugiesisch Vila) und Gemeinde an der Algarve im Süden Portugals.

## Geschichte

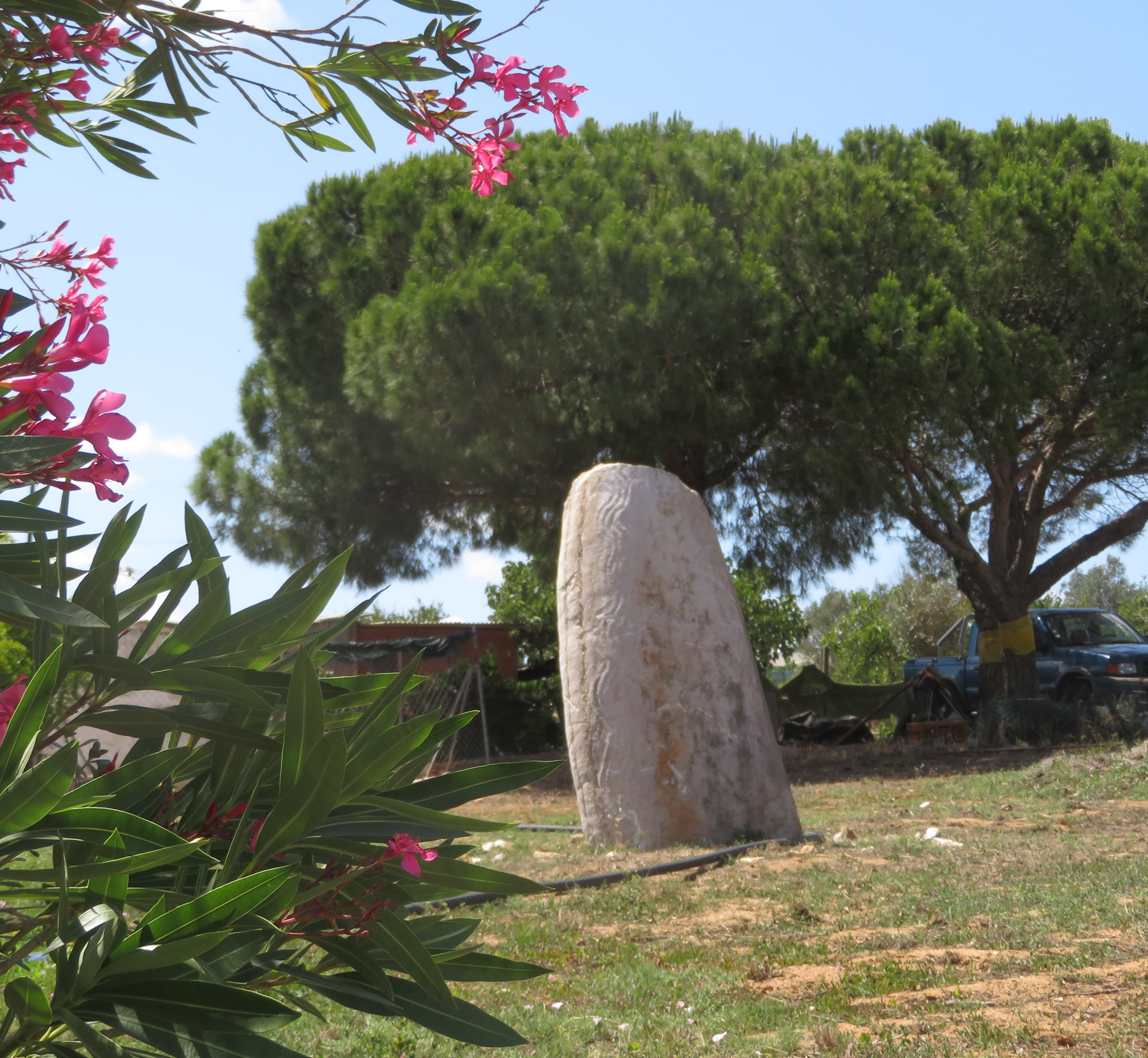
Menir de Odiáxere

Funde belegen eine vorgeschichtliche Besiedlung bis zurück in die Kupfersteinzeit. Aus dieser Zeit stammt möglicherweise der Menhir Menir de Odiáxere im Garten des Anwesens Quinta Menir im südwestlichen Teil des Ortes. Der heutige Ort stammt vermutlich aus der maurischen Zeit, auf dem nach der christlichen Reconquista der heutige Ortskern errichtet wurde. Der aus dem Arabischen Odi (für Fluss) abgeleitete Ortsname ist ein weiterer Hinweis auf seinen arabischen Ursprung.

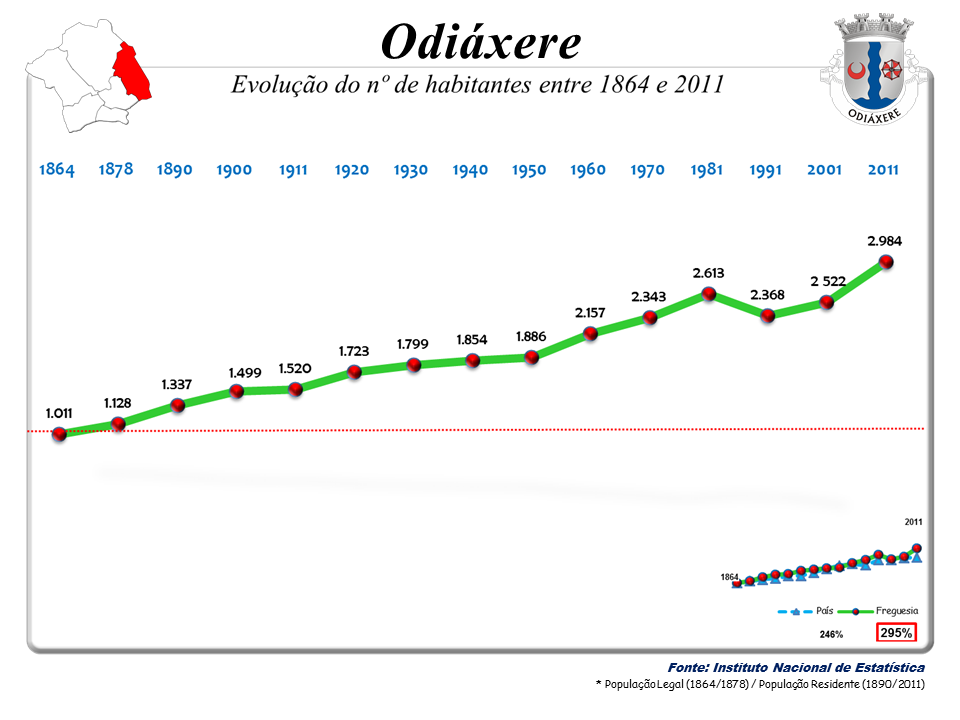
Bevölkerungsentwicklung in der Gemeinde Odiáxere (1864–2011)

Im 16. Jahrhundert wurde Odiáxere eine eigenständige Gemeinde. Am 1. Juli 2003 wurde Odiáxere zur Kleinstadt (Vila) erhoben.

## Verwaltung

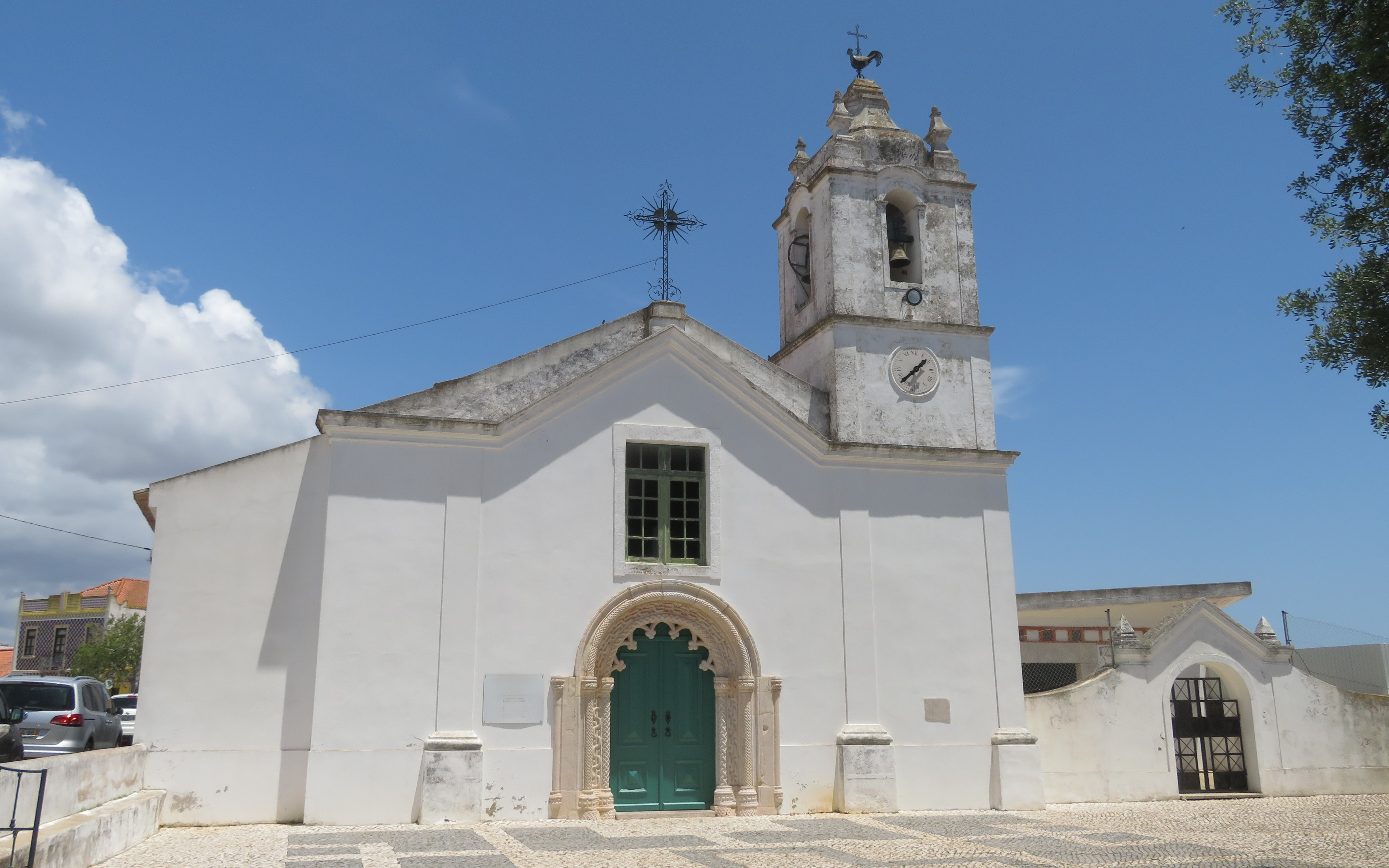
Pfarrkirche in Odiáxere

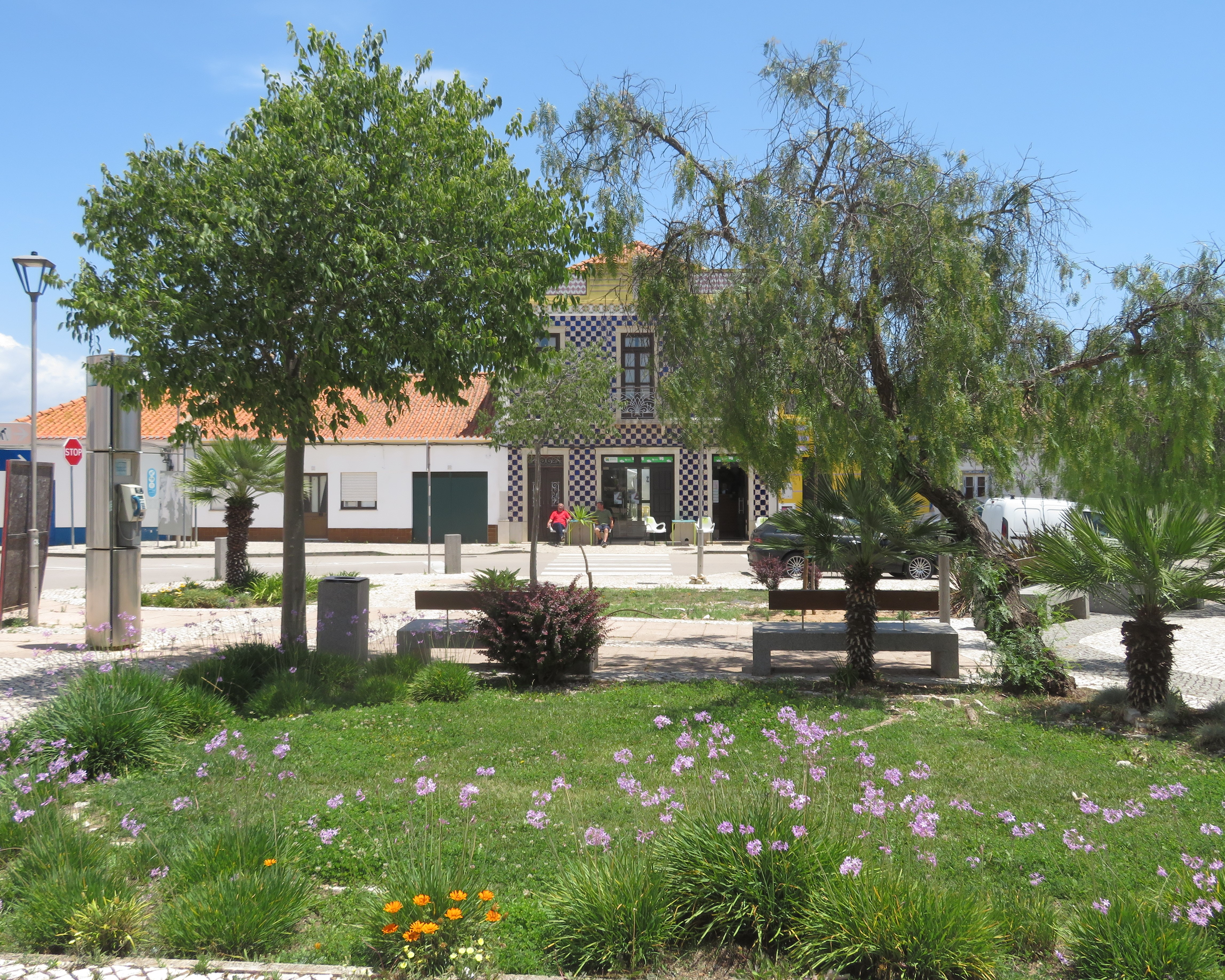
Largo da Liberdade

Odiáxere ist Sitz der gleichnamigen Gemeinde (Freguesia) im Kreis von Lagos im Distrikt Faro. Auf einer Fläche von 31,9 km² leben hier 3046 Einwohner (Stand 19. April 2021).
An Odiáxere grenzen folgende Gemeinden: Mexilhoeira Grande im Nordosten, Alvor im Osten, São Sebastião (Lagos) im Westen und Bensafrim im Nordwesten.
Folgende Orte und Ortsteile gehören zur Gemeinde:
| - Alfarrobeira - Arão - Cascalhos - Castelos - Cotifo - Cova da Zorra - Escampadinho - Farta Vacas - Monte Ruivo - Odiáxere - Olheiros | - Palmares - Pedra Branca - Pinheiral - Ruivas - Urbanização Colinas dos Palmares - Vale da Igreja - Vale da Lama - Vale de Coitos - Vales - Várzea - Várzea da Moura |

## Kultur, Freizeit und Sehenswürdigkeiten
- Forte da Meia Praia oder Forte de São Roque de Lagos, örtliche Befestigungsanlagen
- Die manuelinisch-barocke Gemeindekirche Igreja Matriz de Odiáxere oder Igreja Paroquial de Odiáxere, nach ihrer Schutzpatronin auch Igreja de Nossa Senhora da Conceição, wurde im 16. Jahrhundert errichtet und steht heute unter Denkmalschutz.[5]
- Ría de Alvor, ein Natura-2000-Reservat
- Talsperre Odeáxere: Über eine Druckwasserleitung ist das Kraftwerk unterhalb der Staumauer mit dem Stausee verbunden. Auch die Landwirtschaft zwischen Lagos und Portimão bezieht Wasser aus diesem Stausee. Wassersport und Baden ist nicht erlaubt.
- Zwischen dem Ortskern und dem Strand Meia Praia liegt das Golf Resort Palmares Golf Club mit einem ausgedehnten, gepflegten Gelände.
- Monatlich findet die Feira Agrícola de Odiáxere statt, mit landwirtschaftlichen Produkten der Region
- Die Windmühle aus dem 19. Jahrhundert diente anfänglich auch der Verteidigung
- Im Südwesten des Ortes erhebt sich im Garten des Anwesens Quinta Menir der Menhir Menir de Odiáxere.[6]

## Verkehr und Infrastruktur

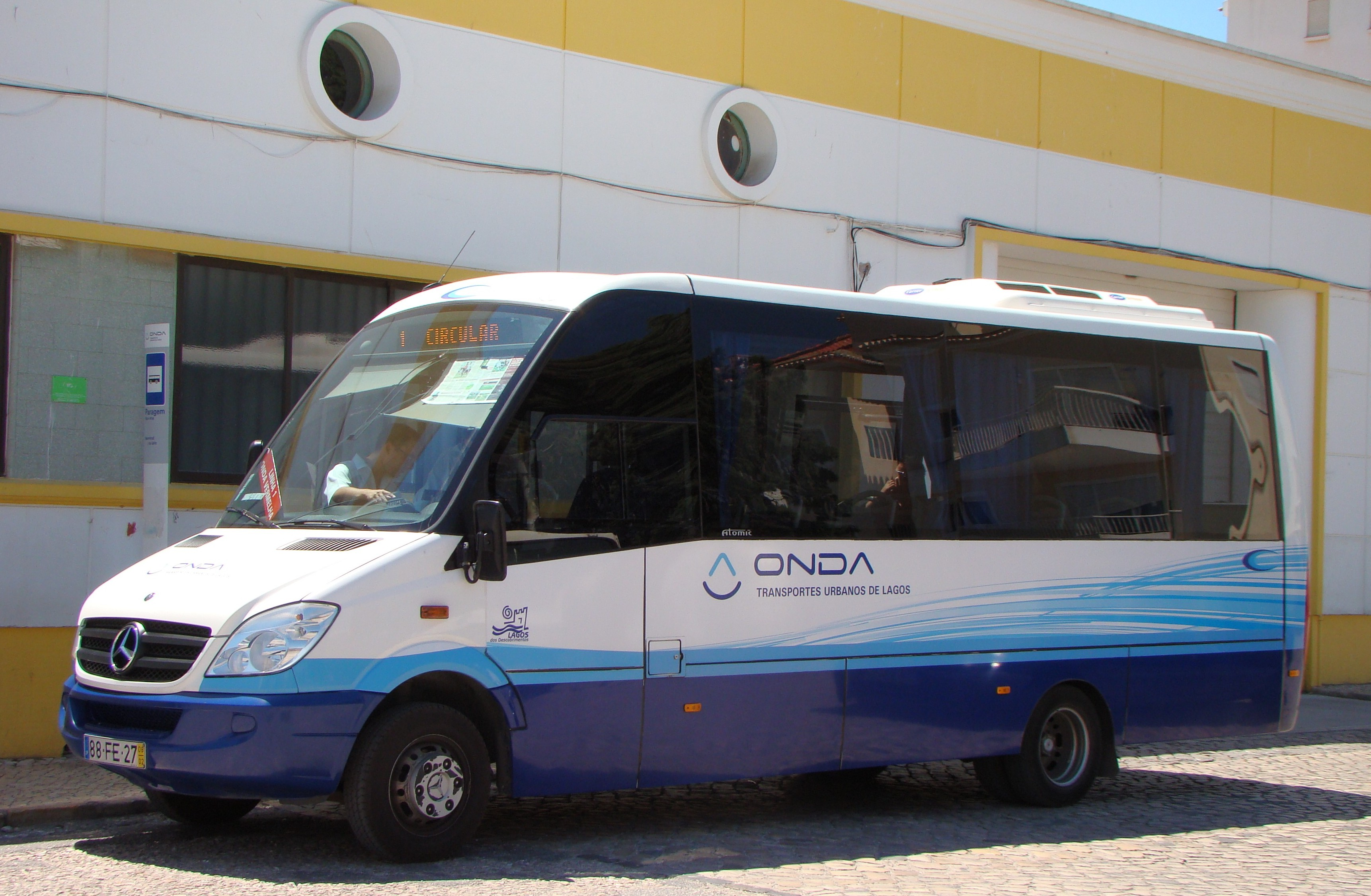
Minibus der städtischen Busbetriebe ONDA auf der innerstädtischen Rundlinie (Circular) in Lagos

Odiáxere liegt als Haufendorf unmittelbar an der Nationalstraße N125, über die der Ort an die Anschlussstelle 2 (Odiáxere) der Autobahn A22 angebunden ist. Sparkasse und Postamt befinden sich im Ortskern am Platz Largo da Liberdade, um den herum sich mehrere Geschäfte des täglichen Bedarfs angesiedelt haben. Von hier führt die Rua da Barragem zum Platz Largo de Alegria, wo sich weitere Geschäfte, Gaststätten und die sehenswerte Mühle befinden.
Über einen weit außerhalb des Ortskerns gelegenen Haltepunkt der Linha do Algarve war Odiáxere bis 2003 mit dem portugiesischen Eisenbahnnetz verbunden. Heute ist der nächstgelegene Bahnhof in Lagos.
Der Öffentliche Personennahverkehr wird hier durch die städtischen Busbetriebe ONDA der Stadt Lagos betrieben. Mit den Linien 3 (Rosa) und 8 (Lilas) fahren zwei lokale Buslinien die Gemeinde Odiáxere an. In der Hauptstraße befinden sich mehrere Bushaltestellen, an denen auch Überlandbusse, z. B. nach Lissabon, Albufeira und Faro, halten.